# Automolis erlangeri
Automolis erlangeri là một loài bướm đêm thuộc phân họ Arctiinae, họ Erebidae.